# Bhilai

Bhilai é uma cidade do estado de Chhattisgarh, na Índia. Localiza-se no leste do país. Tem cerca de 979 mil habitantes. Era uma pequena aldeia até 1959 quando foi inaugurada uma siderurgia.